# König von Ägypten und des Sudan
König von Ägypten und des Sudan (arabisch ملك مصر والسودان, Malik Miṣr was-Sūdān) war seit 1922 der inoffizielle und von 1951 bis 1953 der offizielle Titel des Staatsoberhauptes des Königreichs Ägypten mit dem Sudan in Personal- und Realunion. Zuvor lautete der Titel seit 1922 nur König von Ägypten (arabisch ملك مصر, Malik Miṣr).
Der König war stets eine der bekanntesten öffentlichen Personen der arabischen und islamischen Welt überhaupt und genoss hohes Ansehen.

Die ägyptische und sudanesische Königskrone

## Geschichte

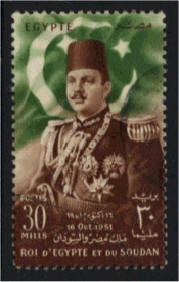
Briefmarke von Faruq nach der Kündigung des Vertrages durch Ägypten. Faruq trägt den Titel König von Ägypten und des Sudan (16. Oktober 1951)

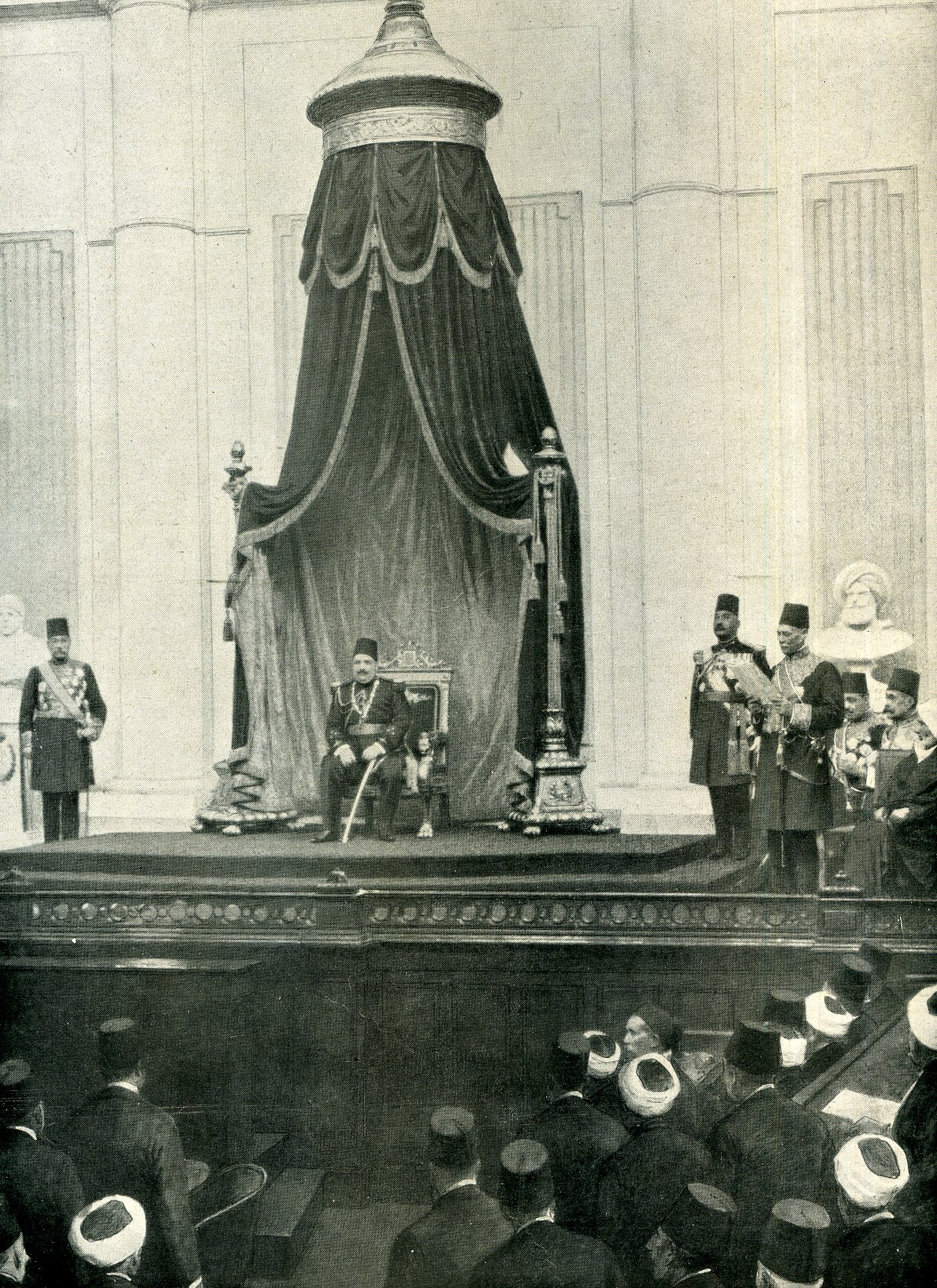
König Fu'ād I. im neuen ägyptischen Parlament, 1924

Der Titel entstand, nachdem das Vereinigte Königreich sein Protektorat über das Sultanat Ägypten am 28. Februar 1922 aufgab, mit einem Dekret vom 15. März 1922 des bisherigen Herrschers Fu'ād I., in dem er zum ersten „König von Ägypten“ proklamiert wurde. Diese Titeländerung sollte Ägyptens neuen unabhängigen Status legitimieren und war auch eine Reaktion auf die neu installierten Königreiche Hedschas, Syrien und Irak. Fu'ād I. wollte als Herrscher des mächtigsten arabischen Landes gleichrangig sein.
Im Jahr 1951 änderte das ägyptische Parlament die seit 1923 gültige Verfassung durch das Gesetz 176. vom 16. Oktober 1951, und Fu'āds Erbe und Sohn Faruq wurde zum „König von Ägypten und dem Sudan“ ausgerufen. Diese erneute Änderung kam im Gefolge der Entscheidung des damaligen ägyptischen Premierministers Mustafa an-Nahhas Pascha, einseitig den Anglo-Ägyptischen Vertrag von 1936 außer Kraft zu setzen. Der Titel sollte vor allem Ägyptens Ansprüche auf den Sudan bekräftigen, der seit 1899 ein Anglo-Ägyptisches Kondominium war.
Der Titel war lange von ägyptischen und arabischen Nationalisten benutzt worden, um ihre Bestrebungen nach der Einheit des Niltals zu befrieden. Bereits an seiner Krönungszeremonie am 29. Juli 1937 war Faruq von einigen Parlamentariern zum König von Ägypten und des Sudan ausgerufen worden und ägyptische Studenten in Frankreich hatten ihn während einer Reise durch Europa im gleichen Jahr ebenfalls so begrüßt. Allerdings hatte der Titel vor 1951 keinen rechtlichen Status und Faruq war bis dahin nur offiziell „Herrscher des Sudan“ (nicht König). Der Titel „König des Sudan“ war fast nur zeremoniell, da der ägyptische König nicht eine wirksame Kontrolle über den Sudan ausgeübt hatte. Die britische Einwände gegen den Titel und die Aufforderung Ägypten dem sudanesischen Volk das Recht auf Selbstbestimmung zu gewähren, führten dazu, dass die Mehrheit der Großmächte den neuen Herrschertitel nicht anerkannte. Die Länder, die den ägyptischen Herrschaftsanspruch im Sudan nicht anerkannten, waren vor allem Westeuropa und die Vereinigten Staaten und der Vatikan.
Der einzige andere Monarch, der neben Faruq den Titel König von Ägypten und des Sudan verwendete, war sein minderjähriger Sohn Fu'ād II. Dieser war nur formal König. Am 18. Juni 1953 wurde die Monarchie abgeschafft und Fu'ād II. ins Exil zu seiner Familie geschickt. Trotz seiner kurzlebigen Existenz wurde der Titel auf zahlreiche ägyptische Briefmarken, Münzen und amtliche Dokumente gedruckt.

## Verfassungsrechtliche Stellung

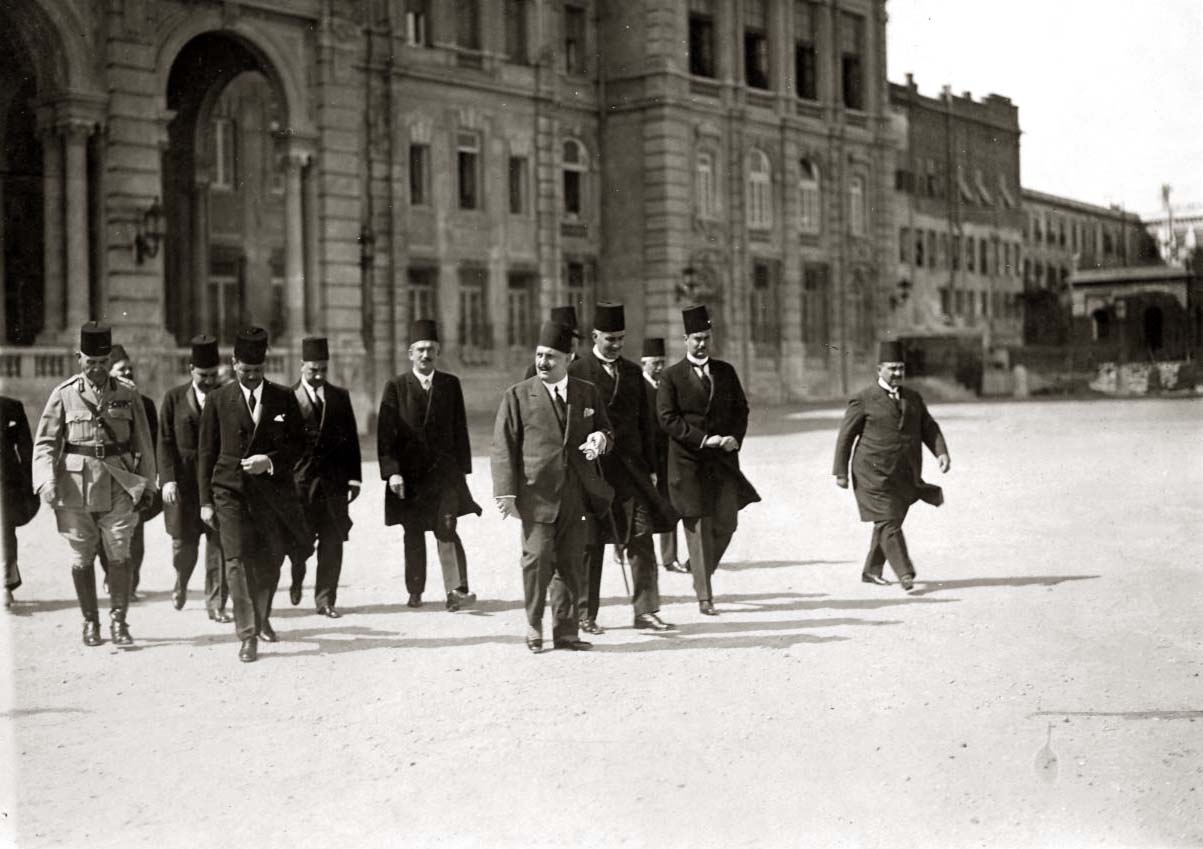
König Fu'ād I. als Chef der Regierung mit Premierminister Mohamed Mahmoud Khalil und weiteren Kabinettsmitgliedern in Alexandria, 1927/28

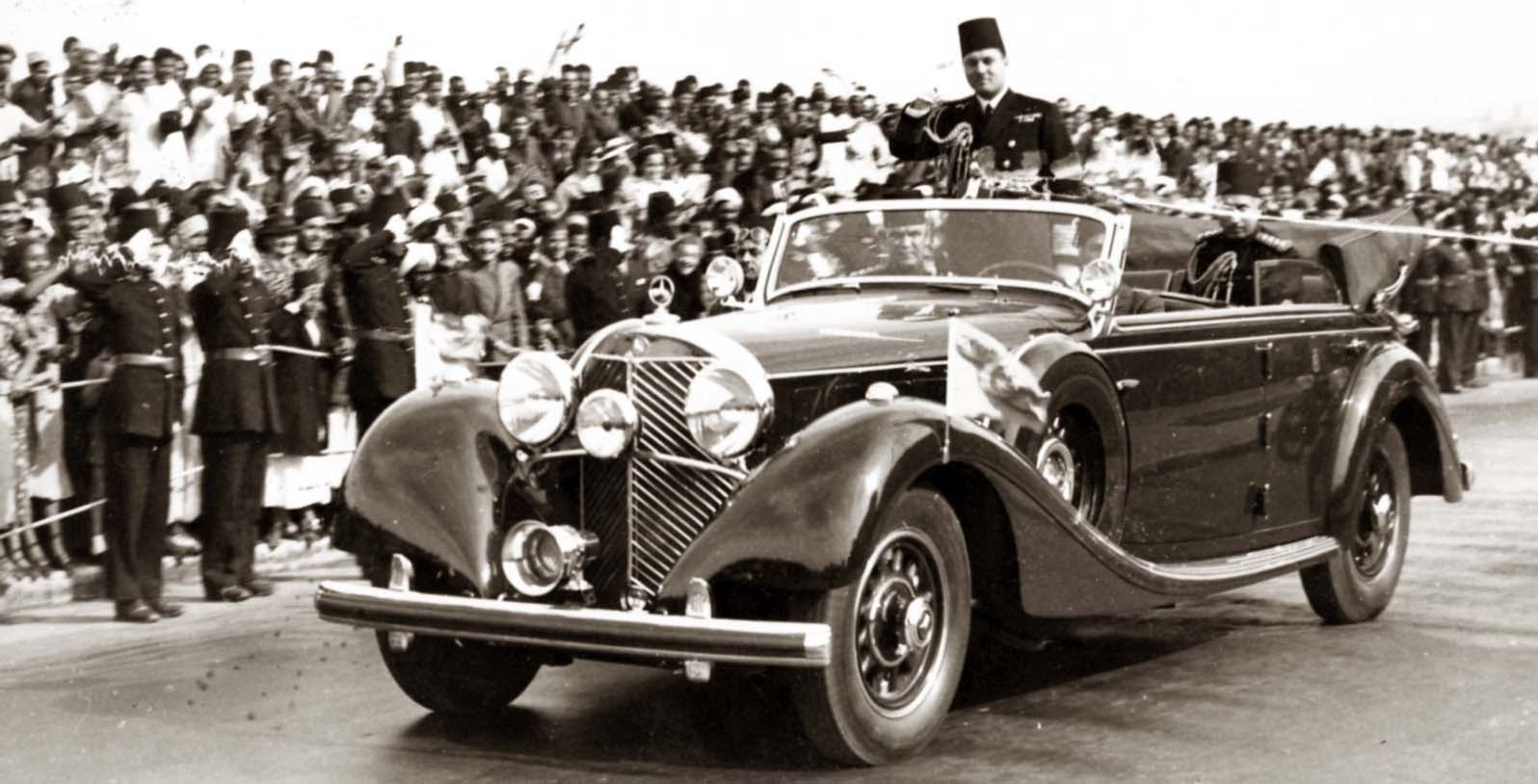
König Faruq als Oberbefehlshaber der Streitkräfte salutiert vor Soldaten der ägyptischen Armee vor einer Menschenmenge, 1938

Die Verfassung vom 30. April 1923 definierte Ägypten als konstitutionelle Erbmonarchie. Der König als Staatsoberhaupt war an allen drei Staatsgewalten maßgeblich beteiligt und war auch Souverän der Nation (siehe Monarchisches Prinzip) sowie als „Chef der Regierung“ über dem Premierminister Oberhaupt der Regierung.
Der König übte zusammen mit dem Zweikammerparlament (Senat und Abgeordnetenkammer) die legislative Gewalt aus (Art. 24 der Verfassung). Der Monarch musste alle vom Parlament verabschiedeten Gesetze bestätigen (Art. 25) oder konnte eine Vorlage innerhalb 30 Tage zurückweisen (Vetorecht). In Ausnahmesituationen konnte er allerdings auch Dekrete mit Gesetzeskraft erlassen, die jedoch später die Zustimmung des Parlaments bedurften (Art. 41).
Der König übte auch die exekutive Gewalt aus. Er alleine ernannte und entließ sämtliche Minister, Beamte und Geistliche (Art. 48,49). Ein Misstrauensvotum des Parlaments konnte die Minister auch gegen seinen Willen zu Fall bringen (Art. 61). Entscheidungen (Staatsakte) des Königs erlangten erst durch die Gegenzeichnung des Premierministers und des zuständigen Ressortministers Wirksamkeit (Art. 60). Zu den weiteren Machtbefugnissen des Monarchen gehörte insbesondere das Recht, die Abgeordnetenkammer aufzulösen. Neuwahlen mussten aber binnen zwei Monaten stattfinden. Auch konnte der Monarch Sitzungen des Parlaments verzögern oder Sondersitzungen einberufen. Im Senat konnte der König zuerst zwei Fünftel und von 1930 bis 1935 drei Fünftel der Abgeordneten ernennen (Art. 74).
Ferner übte der König den vollen Oberbefehl über die ägyptischen Streitkräfte aus (Art. 46). Er war dabei Kommandeur aller drei Teilstreitkräfte (Heer, Marine, Luftwaffe). In seinem Namen wurde Recht gesprochen und er hatte ein Begnadigungsrecht.
Trotz seiner starken verfassungsrechtlichen Stellung war der König weniger mächtig als etwa der Präsident der Vereinigten Staaten. Seine verfassungsrechtliche Stellung ist mit der des Königs von Italien oder des Deutschen Kaisers zu vergleichen.

## Herrschaftszeichen

### Vollständiger Titel
Fu'ād I. und Faruq führten den Titel „Durch die Gnade Gottes, König von Ägypten und Souverän von Nubien, des Sudan, Kurdufan und Darfur“. Ab 1951 hieß der Titel „Durch die Gnade Gottes, König von Ägypten und des Sudan“.

### Standarte, Wappen und Monogramm
Der König verwendete als Staatsoberhaupt als königliche Standarte die Staatsflagge mit einer links hochgestellten Krone. Das persönliche Wappen war eine abgeänderte Version des Wappens der königlichen Familie. Es wurde von den ägyptischen Herrschern schon vor der Proklamation des Königreichs seit 1805 benutzt. Auf dem persönlichen Monogramm waren arabisch Teile des Namens des jeweiligen Herrschers mit einer Krone darüber abgebildet.
Die Standarte, Flagge und das Monogramm wurden, neben den offiziellen Staatssymbolen, an offiziellen Besuchen des Königs gehisst beziehungsweise abgebildet.

Persönliche Standarte
Standarte des Kronprinzen
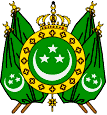
Persönliches Wappen
Königliches Monogramm von Faruq
Königliches Monogramm von Fu'ād II.

### Reichsinsignien
Der König verfügte über ein Zepter, Reichsapfel und eine Königskrone. Die Insignien – außer der Krone – wurden allerdings in der Krönungszeremonie nicht verwendet und waren rein symbolisch.

## Residenzen

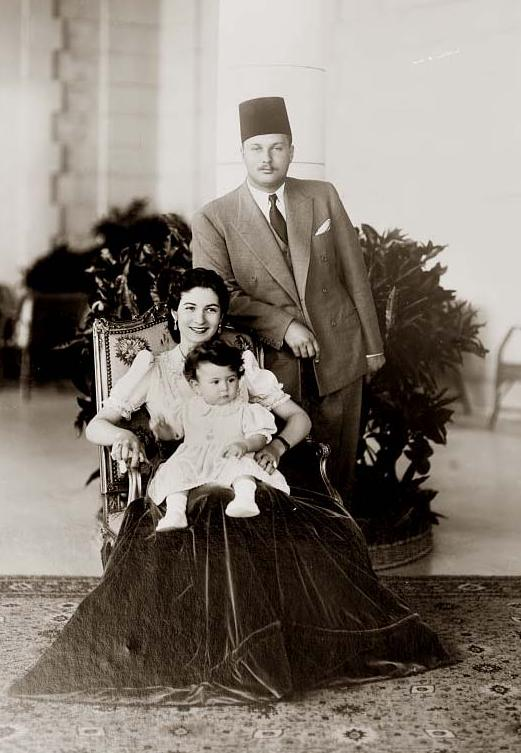
Porträt Faruqs mit seiner Frau Farida von Ägypten und ihrer Tochter Farial im Abdeen-Palast, 1938

Dem König standen mehrere königliche Residenzen und Gästehäuser für ausländische Staatsgäste zur Verfügung. Die offizielle Residenz des Monarchen waren der Abdeen-Palast im Zentrum Kairos und der Koubbeh-Palast am nördlichen Stadtrand. Weitere (einige) königliche Anwesen waren:
- Raʾs-at-Tīn-Palast in Alexandria
- Montaza Palace in Alexandria
- Tahra-Palast in Kairo
- Al-Oroba-Palast in Kairo
- Heliopolis-Palast in Kairo

## Träger des Titels
| Bild (Nr.) | Bild (Nr.) | Name (Lebensdaten)     | Dynastie                  | Amtsantritt    | Krönung                             | Ende der Amtszeit | Länge der Amtszeit | Regierungen |
| ---------- | ---------- | ---------------------- | ------------------------- | -------------- | ----------------------------------- | ----------------- | ------------------ | ----------- |
| 1          |            | Fu'ād I. (1868–1936)   | Dynastie des Muhammad Ali | 15. März 1922  | keine                               | 28. April 1936    | 14 Jahre           | 15          |
| 2          |            | Faruq (I.) (1920–1965) | Dynastie des Muhammad Ali | 28. April 1936 | 29. Juli 1937 bzw. 16. Oktober 1951 | 26. Juli 1952     | 16 Jahre           | 17          |
| 3          |            | Fu'ād II. (1952–)      | Dynastie des Muhammad Ali | 26. Juli 1952  | 26. Juli 1952                       | 18. Juni 1953     | 1 Jahr             | 2           |

### Fu'ād I. (1922–1936)
Die Herrschaft von König Fu'ād I. war gleichermaßen wesentlich von außen- und innenpolitischen Ereignissen geprägt. Die Erlangung der Unabhängigkeit 1922 von Großbritannien führte zu einem starken Wirtschaftswachstum und zur Hochindustrialisierung in den Großstädten, was Ägypten zum ersten Industriestaat Afrikas machte. Gleichzeitig wurde 1923 eine relativ liberale Verfassung erlassen, durch welche die parlamentarische Demokratie endgültig Einzug hielt. Es entstanden aus den alten Kleinparteien neue Massenparteien und Vereine. Dabei spielte vor allem die nationalistische Wafd-Partei eine maßgebliche Rolle, welche eine radikale Säkularisierung und Modernisierung der Gesellschaft durchsetzte. Außenpolitisch versuchte die Partei mit dem König das Reich durch Bündnisse mit den europäischen Großmächten abzusichern. 1924 kam es über den Status des Sudan als ägyptisch-britisches Kondominium zu einer schweren Staatskrise, welche Ägyptens Kontrolle über den Sudan schmälerte. Negativ werden Fu'ād I. seine persönliche strikte Ablehnung der Demokratie, die, maßgeblich von ihm vorangetriebene, Außerkraftsetzung der Verfassung 1928 und die Duldung der Diktatur von Premierminister Ismail Sidqi Pascha (1930–1935) während der Weltwirtschaftskrise angemerkt. Insgesamt hat Fu'ād I. mit seiner Interpretation der Befugnisse des Königs wichtige Weichen für das Amtsverständnis seines Nachfolgers Faruq gelegt.

### Faruq (1936–1952)
Faruq kam als Minderjähriger auf den Thron und wurde erst 1937 für regierungsfähig erklärt. Sein anfängliches Charisma brachte ihm auch die Sympathie vieler Anti-Monarchisten ein und führte zu einer Entspannung in der Innen- und Außenpolitik. Seine Herrschaft insgesamt stand jedoch wegen großer innen- und außenpolitischer Probleme unter keinem guten Stern. Als wichtigste Tat zu Beginn seiner Regentschaft gilt der Abschluss des Anglo-Ägyptischen Vertrags von 1936, der eine unmittelbare Reaktion Ägyptens auf die Italienische Eroberung Äthiopiens war. Im Inneren kam es 1937 zur vollständigen Überwindung der Weltwirtschaftskrise und zu umfassenden sozialen Reformen. Im Zuge des sich abzeichnenden Zweiten Weltkriegs wurde Ägypten 1940 von Großbritannien besetzt und diente als britische Basis im Kampf gegen das faschistische Königreich Italien, welches 1942 kurz vor der Besetzung Alexandrias stand. Dieser Umstand löste im gleichen Jahr eine schwere Regierungskrise aus. Nach dem Krieg hatte Faruq mit einer sich abzeichnenden Wirtschaftskrise zu kämpfen. Trotz der Inkaufnahme heftiger Proteste in der Bevölkerung nahm er vorerst eine konziliantere Haltung gegenüber dem 1948 neuentstandenen Staat Israel ein. Der Druck der Straße zwangen ihn, trotz der wirtschaftlichen Probleme, sich am Palästinakrieg zu beteiligen, welcher 1949 mit der Niederlage Ägyptens und der anderen arabischen Staaten endete. Im beginnenden Kalten Krieg versuchte er die Beziehungen zum Westen zu stärken und verfolgte einen strikt antikommunistischen Kurs. Die zunehmenden innenpolitischen Spannungen und den durch den Krieg entfachten ungezügelten Nationalismus versuchte er durch die Proklamation zum König von Ägypten und des Sudan 1951 aufzufangen. Faruq stürzte schließlich über die scheinbar unlösbaren wirtschaftlichen und innenpolitischen Probleme. Mit der Revolution vom 23. Juli wurde er vom Militär unter der Führung von Muhammad Nagib und Gamal Abdel Nasser absetzt und ins Exil nach Italien geschickt.

### Fu'ād II. (1952–1953)
Der letzte König, Fu'ād II., war bei seiner Inthronisierung nur wenige Monate alt und war nur de jure Staatsoberhaupt. Die Vormundschaft für ihn übernahm ein Regentschaftsrat. Die tatsächliche Macht lag aber beim neu gebildeten „Ägyptischen Revolutionären Kommandorat“ (RCC), welcher als eine de-facto Regierung mit der Errichtung einer Militärdiktatur begann. Es wurde unverzüglich mit der Entfernung royalistischer Kräfte aus dem politischen Leben und wichtigen Positionen im Staat begonnen, die Polizei infiltriert und zu einem Repressionswerkzeug des neuen Regimes aufgebaut. Gegen Ende August 1952 wurde die Aristokratie und die Vorrechte und Titel des ägyptischen und sudanesischen Adels abgeschafft. Es wurden alle alten politischen Parteien (einschließlich der Wafd-Partei), die sich gegen die Diktatur stellten, zwangsaufgelöst und zahlreiche Politiker und Gefolgsleute des alten Regimes verhaftet. Die Verfassung wurde außer Kraft gesetzt und eine Übergangsverfassung aufgesetzt. Weitere wichtige Themen seiner kurzen Herrschaft waren die Durchsetzung einer Landreform, die Enteignung der alteingesessenen europäischen Minderheit und der Beginn einer Zentralplanwirtschaft. Außenpolitisch kam es zur Distanzierung vom Westen und einer Anlehnung an die Sowjetunion. Fu'āds II. Herrschaft fand mit der Abschaffung der Monarchie am 18. Juni 1953 ein Ende. Er wurde daraufhin zu seiner Familie ins Exil geschickt und lebt heute in der Schweiz.